# نك وايز
نك وايز (بالإنجليزية: Nic Wise)‏ مواليد 8 سبتمبر 1987 في هيوستن، هو لاعب كرة سلة أمريكي بدأ مسيرته الاحترافية في سنة 2010 يلعب في الدوري الكوسوفي لكرة السلة كلاعب هجوم خلفي ويحمل الرقم 10. يبلغ طوله 5 قدم 10 بوصة (1.8 م).

## فرق لعب لها
- تليكوم باسكتس بون
- إس تي بي لو هافر
- يوفي كازيرتا باسكت

## روابط خارجية
- نك وايز على موقع كرة السلة الأوروبية.كوم (الإنجليزية)
- نك وايز على موقع كلية كرة السلة في سبورتس رفرنس.كوم (الإنجليزية)
- نك وايز على موقع ريلجم (الإنجليزية)
- نك وايز على موقع بروبوليرز (الإنجليزية)
- نك وايز على موقع سبورتس رفرنس (الإنجليزية)